# فريد أحمدي
فريد أحمدي هو لاعب كرة قدم أفغاني، ولد في 6 فبراير 1988 في كابل في أفغانستان. شارك مع منتخب أفغانستان لكرة القدم. أما مع النوادي، فقد لعب مع Kandahar Aryan ‏.

## وصلات خارجية
- فريد أحمدي على موقع ناشيونال فوتبول تيمز (الإنجليزية)